# All Details
All Details는 대한민국 가수 엄정화의 두 번째 베스트 앨범이다. 1999년에 발매되었다. 타이틀곡은 〈크로스 (Cross)〉이다.

## 수록곡
1. 수줍은 일기
2. 크로스 (Cross)
3. 몰라
4. 하늘만 허락한 사랑
5. 숨은 그림 찾기
6. 3자대면
7. 초대
8. Poison
9. 배반의 장미
10. 널 모를께
11. Scarlet
12. Festival
13. Remotecontrol & Manicure